# 羽渕裕真
羽渕裕真（はぶち ひろまさ）は、日本の工学者である。茨城大学教授。専門は通信工学、情報工学。

## 人物・プロフィール
1987年、埼玉大学工学部電気工学科卒業。1992年、埼玉大学大学院理工学研究科博士後期課程修了。博士（学術）（埼玉大学）。茨城大学工学部情報工学科教授。

## 論文
- 「拡張プライム符号を用いる2進カウントダウン法の提案」 , 江藤拓也・羽渕裕真・橋浦康一郎 , 電子情報通信学会技術研究報告,114(158),29-32,2014
- 「光無線通信におけるPN符号を用いる階層化変調法」 , 羽渕裕真・小澤佑介 , 電子情報通信学会論文誌,B96(5),509-517,2013
- 「蓄積一括型干渉除去を用いる非直交CSK/SSMAのスループット解析」 , 小室信喜・羽渕裕真 , 電子情報通信学会技術研究報告,111(159),53-58,2011
- 「非均一電力化ターボ符号の光無線通信でのビット誤り率の検討」 , 村田知昭・遠藤亮・羽渕裕真 , 電子情報通信学会技術研究報告,110(222),31-34,2010
- 「陪直交変調方式のための遅延検波を用いた同期追跡方式のシミュレーション」 , 川田淳也・大内浩司・羽渕裕真 , 電子情報通信学会技術研究報告,110(144),7-11,2010
- 「光階層通信における伝搬損失を考慮した誤り率特性」 , 岡祐介・羽渕裕真・大内浩司 , 電子情報通信学会技術研究報告,109(446),295-300,2010
- 「SS技術を用いた車車間通信について」, 電子情報通信学会技術研究報告,109(446),295-300,2010
- 「光無線通信におけるASKとCSKによる多値変調の一検討」 , 小池哲也・大内浩司・羽渕裕真 , 電子情報通信学会技術研究報告,109(144),49-54,2009
- 「路車間通信におけるAPSKを用いた階層型変調法の一検討」 , 岡祐介・羽渕裕真・大内浩司・橋浦康一郎 , 電子情報通信学会技術研究報告,108(474),163-166,2009
- 「重複順列マルチパルス・パルス位置変調によるブロードキャスト型光無線通信の一検討」 , 加藤俊樹・小野文枝・羽渕裕真 , 電子情報通信学会技術研究報告,108(474),531-535,2009
- "Pseudo-Noise Sequences Based on M-sequence and Its Application for Communications" , IEICE ESS Fundamentals Review 3(1), 32-42, 2009
- 「2つのPN符号を用いる光無線マルチレベルPPMの一検討」 , 小沢佑介・羽渕裕真 , 電子情報通信学会技術研究報告,107(499),109-114,2008
- 「放送型路車単方向通信におけるpush型パケット補間法の時間分散効果」 , 橋浦康一郎・羽渕裕真 , 電子情報通信学会技術研究報告,107(498),99-103,2008
- 「擬直交M系列対を用いる光無線DS/SSの一検討」 , 小沢佑介・羽渕裕真 , 電子情報通信学会技術研究報告,107(82),7-12,2007
- 「非直交CSK ALOHAにおける受信電力適応型アクセス制御法の効果」 , 小室信喜・羽渕裕真・坪井利憲 , 電子情報通信学会技術研究報告,107(81),19-24,2007
- 「3値M系列によるスペクトル拡散通信の性能解析に関する検討」, 情報理論とその応用シンポジウム予稿集,29(1),247-250,2006
- 「オンオフ信号形式型M系列を用いる多値変調法の一検討」, 電子情報通信学会技術研究報告,106(171),31-34,2006
- 「直交系列を用いたランダムアクセス法によるPull型パケット補間法の解析」 , 橋浦康一郎・羽渕裕真 , 電子情報通信学会技術研究報告,106(103),13-18,2006
- 「同期信号埋め込み型PPM方式のジッタを考慮した同期性能」 , 小川央人・小野文枝・羽渕裕真 , 電子情報通信学会技術研究報告,105(468),49-52,2005
- 「ユーザ数推定型CSK/SS無線パケット通信の送信確率に関する検討」 , 小室信喜・羽渕裕真 , 電子情報通信学会技術研究報告,105(460),11-14,2005
- 「路車単方向通信におけるPush型パケット補間法の検討」 , 羽渕裕真・大槻武史 , 電子情報通信学会技術研究報告,105(364),31-35,2005
- 「位置組み合わせを用いたDS/SS ALOHA方式の検討」 , 小野文枝・松崎雅之・羽渕裕真 , 電子情報通信学会技術研究報告,105(364),25-30,2005
- 「マンチェスタ符号化連接系列を用いるコードシフトキーイングの同期追跡法の検討」 , 羽渕裕真・大内浩司・伊藤あづみ・小野文枝 , 電子情報通信学会技術研究報告,105(177),1-6,2005
- 「符号多値変調を融合した3値シンボル型Spread ALOHA方式の一検討」 , 生越裕介・荒井剛・羽渕裕真・稲井寛 , 電子情報通信学会技術研究報告,104(716),21-25,2005
- 「CSKのためのマンチェスタ符号化連接系列を用いる同期タイミング追跡法の検討」 , 伊藤あずみ・羽渕裕真・大内浩司 , 電子情報通信学会技術研究報告,104(716),31-34,2005
- 「ユーザ局で送信制御を行うCSK ALOHA方式の検討」 , 小室信喜・羽渕裕真 , 電子情報通信学会技術研究報告,104(716),13-16,2005
- 「自律型アクセス制御を用いるCSK/SSMA Slotted ALOHA方式の提案」, 小室信喜・羽渕裕真・伊藤あづみ , 電子情報通信学会技術研究報告,104(535),7-10,2004
- 「UWB-IRにおけるマルチパルス・パルス位置変調方式のフレーム同期法」, 小野文枝・羽渕裕真 , 電子情報通信学会技術研究報告,104(216),21-26,2004
- 「無線配信システムにおけるMCS/SSを用いた再送法の検討」, 佐藤将司・羽渕裕真 , 電子情報通信学会技術研究報告,103(714),61-66,2004
- 「陪直交系列からなる連接系列を用いたCSK/SS ALOHA方式の連接数に関する検討」, 小室信喜・羽渕裕真, 電子情報通信学会技術研究報告,103(513),79-83,2003
- 「MCS/CDMAを用いたアドホックネットワークにおける放送型データの補間法の一検討」, 佐藤将司・羽渕裕真, 電子情報通信学会技術研究報告,103(513),67-72,2003
- 「拡張プライム符号系列を用いる光CSK/SS方式の検討」,羽渕裕真・小野文枝, 電子情報通信学会技術研究報告,103(400),49-54,2003
- 「M系列を用いたCSK ALOHA方式の性能解析」, 荒井剛・羽渕裕真・小野文枝,電子情報通信学会論文誌,J86-A,12,1374-1381,2003
- "Bi-orthogonal modulation systems using two different inner sequences", 大内浩司・羽渕裕真,電子情報通信学会,E84-A,12,2001
- "Performance of the DPPM/CDM System using a Cascaded Cancellation Scheme",（共著）,1st International Conference on Information Communications and Signal Processing,ICICS'97,1-3,89-93,1997
- 「拡散符号を拘束したスペクトル拡散通信方式の提案」（共著）, 電子情報通信学会論文誌,B-Ⅰ,J-77-B-Ⅰ,12,749-751,1994
- 「2M重方式の符号間位相差がビット誤り率特性に及ぼす影響」, 電子情報通信学会論文誌,E76-B,7,748-750,1993
- 「チップ波形によらない変形M系列の自己相関関数のサイドローブ抑圧法とその応用」, 電子情報通信学会論文誌,J-74-A,12,1991
- 「マンチェスタ符号化直交系列による符号分割多重化法」, 電子情報通信学会論文誌,J74-B-Ⅱ,5,1991
- 「擬直交マンチェスタ符号化M系列対による符号分割多重化法」, 電子情報通信学会論文誌,J-73-B-Ⅰ,4,1990

## 受賞等
- 1995年　電子情報通信学会学術奨励賞
- 2005年　電子情報通信学会功労感謝状